# Mulheres Perfeitas
Mulheres Perfeitas (em inglês:  The Stepford Wives) é um filme estadunidense de 2004, dirigido por Frank Oz, com roteiro de Paul Rudnick baseado no livro de Ira Levin The Stepford Wives. 
Enquanto o livro e a cultura do filme original tiveram um tremendo impacto, o remake foi marcado por lutas internas nos bastidores, comentários pobres por muitos críticos, e uma perda financeira de aproximadamente $40 milhões em bilheteria.
Estrelado por Nicole Kidman, Matthew Broderick, Bette Midler, Christopher Walken, Faith Hill e Glenn Close, o filme é um remake do filme homônimo de 1975. 

## Resumo
Joanna (Nicole Kidman) é uma executiva bem-sucedida que, após o fracasso de um programa de televisão idealizado por ela, é despedida e sofre um colapso nervoso.
Para poder descansar é levada pelo seu marido (Matthew Broderick) para uma cidade do interior, Stepford, localizada no subúrbio de Connecticut, juntamente com os seus dois filhos. Lá ela torna-se amiga de Bobbie (Bette Midler) e começa a notar uma estranha coincidência: todas as mulheres dessa localidade obedecem com grande dedicação aos seus maridos, mostrando-se felizes com a situação.
Joanna começa então a investigar o estranho caso e descobre a existência de um plano mirabolante que evita os problemas familiares.

## Elenco
- Nicole Kidman como Joanna Eberhart
- Matthew Broderick como Walter Kresby
- Bette Midler como Bobbie Markowitz
- Christopher Walken como Mike Wellington
- Roger Bart como Roger Bannister
- Faith Hill como Sarah Sunderson
- Glenn Close como Claire Wellington
- Jon Lovitz como Dave Markowitz
- Matt Malloy como Herb Sunderson
- David Marshall Grant como Jerry Harmon
- Kate Shindle como Beth Peters
- Lorri Bagley como Charmaine Van Sant
- Robert Stanton como Ted Van Sant
- Mike White como Hank
- KaDee Strickland como Tara
- Larry King como ele mesmo

## Produção
Relatos de problemas no set entre o diretor Frank Oz e as estrelas Kidman, Midler, Christopher Walken e Glenn Close foram comuns na imprensa. Oz confirmou em uma entrevista que havia "tensão no set" e que ele "usou palavras" com Walken. Ele também culpou Midler por estar sob um monte de estresse por outros projetos e "cometeu o erro de levar seu stress no set."
Em uma entrevista com Ain't It Cool, Frank Oz falou que o filme era "Eu estraguei tudo ... Eu tinha muito dinheiro, e eu era muito responsável e preocupado com a Paramount. Eu estava muito preocupado com os produtores. E eu não segui meus instintos." Em entrevistas recentes, Kidman, Broderick e produtor Scott Rudin lamentaram terem participado no filme.[carece de fontes?]
A maior parte do filme foi rodado em Darien, Connecticut e New Canaan, Connecticut.[carece de fontes?]

## Recepção
O filme teve recepção mista pelos críticos; no Metacritic tem uma pontuação de 42%, o Rotten Tomatoes deu ao filme uma de 26%
- Rolling Stone disse, "Burburinho de problemas no set... não se pode comparar com a bagunça na tela."[11]
- Entertainment Weekly disse, "O remake é, de fato, abandonado em um pântano de acampamento inconsequente."[12]
- The New York Times disse "o filme nunca faz jus ao seu potencial satírico, caindo no final na incoerência e insosso, tem-tudo sentimentalista."[13]

Havia também as críticas receptivas. Roger Ebert, por exemplo, chamou o roteiro de Paul Rudnick de "rico em frases memoráveis", e deu ao filme três estrelas. Os visitantes do seu site foram menos caridosos, conferindo-lhe uma média de apenas duas estrelas. No entanto, no "Piores Filmes de 2004", episódio de At the Movies with Ebert and Roeper Ele admitiu que, enquanto dava ao filme "polegares para cima," não seria "o primeiro filme que [ele] defenderia".
Além disso, teaser do filme ganhou vários Golden Trailer Prêmios, nas categorias de "Blockbuster do Verão de 2004" e "Mais Original", bem como "Melhor do Show".

## Bilheteria
O filme não foi bem sucedido, bruto do fim de semana de abertura dos EUA foi um respeitável $21,406,781; No entanto, as vendas caíram um fim de semana de forma rápida e que representam, em última instância a partir de mais de um terço do produto interno bruto do filme de $59,484,742. O filme arrecadou $42,428,452 internacionalmente; seu orçamento de produção foi de $100 milhões por mais um adicional estimado de $46 milhões para os custos de marketing e distribuição.